# Campionat del món d'escacs femení de 1958
El campionat del món d'escacs femení de 1958 fou un matx de revenja entre la defensora del títol Olga Rubtsova i l'excampiona Ielizaveta Bíkova, a qui havia guanyat el títol el 1956.
El matx es va disputar a Moscou. Bíkova va guanyar de manera convincent, obtenint així novament el títol.
|                                    | 1 | 2 | 3 | 4 | 5 | 6 | 7 | 8 | 9 | 10 | 11 | 12 | 13 | 14 | Total |
| ---------------------------------- | - | - | - | - | - | - | - | - | - | -- | -- | -- | -- | -- | ----- |
| Ielizaveta Bíkova (Unió Soviètica) | 0 | 1 | 0 | ½ | 0 | ½ | 1 | 1 | 1 | 1  | 1  | 1  | 0  | ½  | 8½    |
| Olga Rubtsova (Unió Soviètica)     | 1 | 0 | 1 | ½ | 1 | ½ | 0 | 0 | 0 | 0  | 0  | 0  | 1  | ½  | 5½    |